# Observatoire du mont Lemmon
L'observatoire du mont Lemmon (Mount Lemmon Observatory, MLO), également connu sous le nom de observatoire infrarouge du mont Lemmon (Mount Lemmon Infrared Observatory) est un observatoire astronomique situé sur le mont Lemmon, partie des monts Santa Catalina, à environ 28 km au nord-est de Tucson, Arizona (États-Unis). Le site, utilisé par l'observatoire Steward de l'université de l'Arizona, est situé dans la forêt nationale de Coronado et bénéficie d'une permission spéciale du service des forêts des États-Unis. On y retrouve également plusieurs autres télescopes indépendants.

## Histoire
Le site est d'abord développé comme une installation radar de l'Aerospace Defense Command sous le nom de Mount Lemmon Air Force Station (en) en 1954. Transféré sous l'autorité de l'observatoire Steward en 1970, il est converti en observatoire infrarouge. Jusqu'en 2003, une tour radar opérée à Fort Huachuca est utilisée pour tracer les lancements du Centre de lancement de White Sands au Nouveau-Mexique et de la Vandenberg Air Force Base de Californie.

## Télescopes
- Télescope Steward, un télescope de type Cassegrain ayant un miroir primaire de 1,52 m de diamètre, utilisé notamment pour le Mount Lemmon Survey (MLS), partie du Catalina Sky Survey (CSS)[4]. Construit à la fin des années 1960 et d'abord installé à la station Catalina du mont Bigelow (en), situé à proximité dans les monts Santa Catalina[1]. Il est déplacé au mont Lemmon en 1972, puis à sa position actuelle en 1975[5].
Son miroir métallique primaire original a été remplacé en 1977[6]. C'est ce télescope qui est utilisé par les étudiants d'été de l'Université de l'Arizona (l’Astronomy Camp (en))[7].
- Un télescope de type Dall-Kirkham de 1,52 m, mis en opération en 1970. C'est le seul instrument de l'université du Minnesota (UMN) présent au mont Lemmon[8]. D'un design similaire au télescope Steward[1], son miroir métallique s'est révélé peu performant et a été remplacé en 1974 par un miroir Cer-Vit (en)[9]. Ce télescope était initialement opéré en partenariat avec l'Université de Californie à San Diego[10].
- Un télescope de type Pressman-Camichel de 1,02 m (40") utilisé par le CSS pour suivre des objets géocroiseurs récemment découverts[3],[11]. Initialement installé à la Catalina Station et déplacé au MLO en 1975[5], il a été rénové en 2008 et placé dans un nouveau dôme en 2009 avant de prendre part aux opérations du CSS[12].
- Un télescope robotisé (en) de 1,0 m installé en 2003, seul instrument de l'observatoire utilisé par l'Institut coréen de science astronomique et spatiale (KASI)[13].

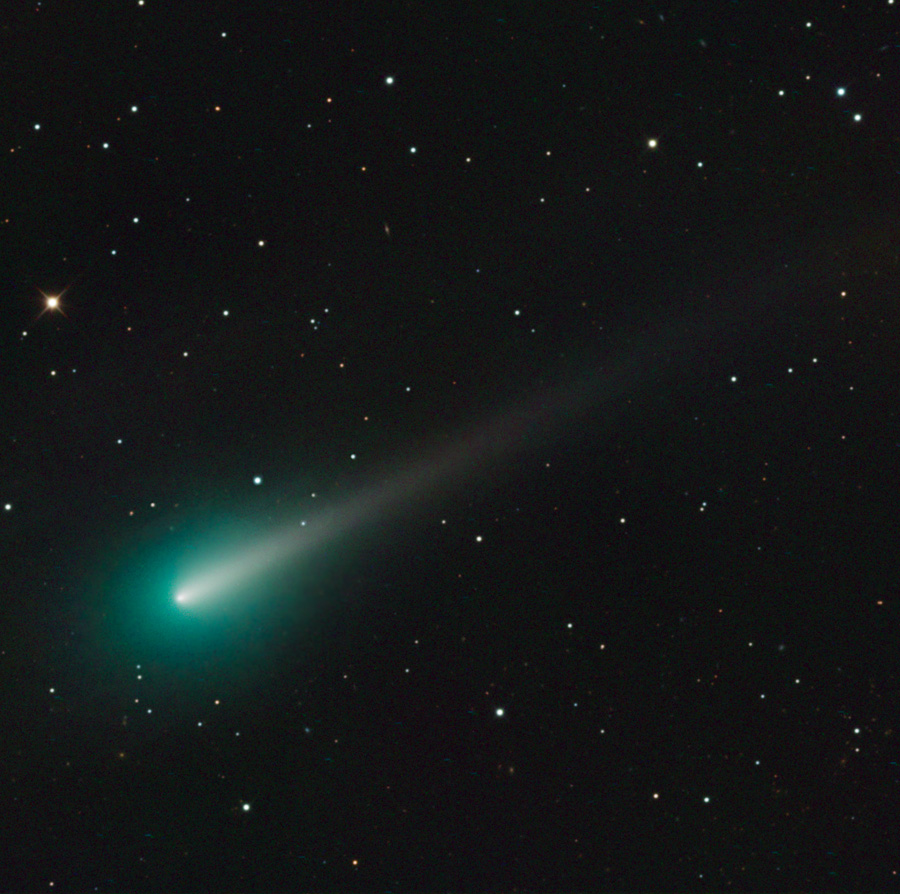
Comète C/2012 S1 (ISON) (C/2012 S1) telle que vue le 8 octobre 2013 par la caméra CCD STX-16803 du télescope Schulman.

- Télescope Schulman : un télescope Ritchey-Chrétien de 0,81 m construit par RC Optical Systems (en) et installé en septembre 2010[14],[15]. Il est géré par l'Observatoire du mont Lemmon et est le plus grand observatoire public (en) de l'Arizona[14].
- Un télescope de 0,7 m (28") installé en 1963 à la Catalina Station et déplacé au MLO en 1972[1].
- Un télescope Ritchey-Chrétien de 0,6 m construit par RC Optical Systems (en) et géré par le Mt. Lemmon SkyCenter[16],[17].
- Télescope John Jamieson : un télescope de 0,5 m donné à l'UA en 1999 et mis en place en 2005[18].